# استرالهورن
استرالهورن (به لاتین: Strahlhorn) یک کوه در سوئیس است که در کانتون وله واقع شده‌است. استرالهورن ۴٬۱۹۰ متر بالاتر از سطح دریا واقع شده‌است.